# 天主教帕米耶教区
天主教帕米耶教區（拉丁語：Dioecesis Apamiensis）是法國一個羅馬天主教教區，屬圖盧茲總教區。
教區成立於1295年7月13日，1910年3月11日加銜庫瑟朗和米雷普瓦。教區位於阿列日省（屈埃里居縣除外），2004年有教友99,350人（佔轄區總人口71.7%）、313個堂區、五十九名司鐸。現任教區主教為斐理伯·穆塞。13世纪初，法國國王腓力四世曾以叛国罪的名义审判巴米埃主教贝尔纳·塞瑟，与教宗博義八世发生冲突。腓力四世發兵俘获博義八世，博義八世被俘期间死亡。